# ماتریس خلوت
| نمونه‌ای از ماتریس خلوت{\displaystyle \left({\begin{smallmatrix}11&22&0&0&0&0&0\\0&33&44&0&0&0&0\\0&0&55&66&77&0&0\\0&0&0&0&0&88&0\\0&0&0&0&0&0&99\\\end{smallmatrix}}\right)} |
| ماتریس خلوت فوق فقط شامل ۹ عنصر غیرصفر با ۲۶ عنصر صفر است. خلوتی آن ۷۴٪ و چگالی آن ۲۶٪ است                                                                                    |

ماتریس خلوت یا ماتریس اسپارس (به انگلیسی: Sparse Matrix) ماتریسی است که اکثر عناصر آن صفر باشد. هیچ تعریف دقیقی در مورد نسبت عناصر با ارزش صفر برای یک ماتریس وجود ندارد که به عنوان خلوت شناخته شوند، اما یک معیار رایج این است که تعداد عناصر غیرصفر تقریباً برابر با تعداد سطرها یا ستون‌ها باشد. در مقابل، اگر اکثر عناصر غیر صفر باشند، ماتریس چگال در نظر گرفته می‌شود. تعداد عناصر با مقدار-صفر تقسیم بر تعداد کل عناصر (به عنوان مثال، m × n برای یک ماتریس m در n) گاهی به عنوان خلوتی ماتریس نامیده می‌شود. در رایانه هنگامی که ابعاد ماتریس بزرگ و تعداد زیادی از درایه‌های موجود صفر باشند پس خلوت هستند و هنگام ذخیره و دستکاری این ماتریس‌ها در رایانه، استفاده از الگوریتم‌ها و ساختارهای داده‌ای که از ساختارِ خلوتِ ماتریس بهره می‌برند، مفید و اغلب ضروری است.
رایانه‌های ویژه‌ای برای ماتریس‌های خلوت ساخته‌شده‌اند، زیرا در زمینه یادگیری ماشین رایج هستند. عملیات با استفاده از ساختارها و الگوریتم‌های ماتریس-چگال، زمانی که روی ماتریس‌های خلوت بزرگ اعمال می‌شود، کند و ناکارآمد هستند زیرا پردازش و حافظه روی صفرها تلف می‌شوند. داده‌های خلوت طبیعتاً راحت‌تر فشرده می‌شوند و بنابراین به ذخیره‌سازی کمتری نیاز دارند. دستکاری برخی از ماتریس‌های خلوت بسیار بزرگ با استفاده از الگوریتم‌های استاندارد ماتریس چگال غیرممکن است.
این ماتریس در مسائل مربوط به پردازش تصویر و نمایش تصویر نیز مورد استفاده قرار می‌گیرند.

## ذخیره‌سازی یک ماتریس خلوت
یک ماتریس معمولاً به صورت یک آرایه دو بعدی ذخیره می‌شود و نوعی ساختمان داده می‌باشد، دارای دو مقدار، یکی سطر و دیگری ستون می‌باشد
که به واقع فضای مورد نیاز برای ذخیره‌سازی آن را نیز بیان می‌دارد (سطر*ستون). هر درایه از طریق یک شناسه‌ای همچون a و دو زیرنوشت (i و j) و درنهایت با استفاده از شکل i,j) نمایش داده می‌شود. هر درایه می‌تواند مقداری داشته باشد. در ماتریس خلوت؛ به دلیل نوع استفاده؛ دارای تعداد زیادی درایه با مقدار صفر است؛ مثلاً: در پردازش تصویر یک تصویر دارای تعداد زیادی صفر است. برای جلوگیری از اتلاف در زمان و حافظه از این ماتریس استفاده می‌گردد.
ساده‌ترین حالت پیاده‌سازی به صورت یک آرایه و یک لیست پیوندی است که هر کدام از عناصر دارای یک سری از ویژگی‌ها به صورت کلی <matrix<r,c،t است که r نمایانگر شمارهٔ سطر و c نمایانگر ستون و t نمایانگر مقدار ذخیره‌شده در سطر و ستون ماتریس خلوت یادشده است.